# 奎宿六
奎宿六（π And，仙女座π）是仙女座的分光双星。距离地球约660光年。
这对双星被归类为蓝白B型主序矮星，视星等为+4.34，绕行周期为143.6065天。在35.9弧秒之外有一颗9等伴星，55弧秒外有一颗11等伴星仙女座π C。